# Пултинявичюс, Паулюс
Паулюс Пултинявичюс (лит. Paulius Pultinevičius; род. 24 ноября 2001) — литовский шахматист, международный мастер (2017), гроссмейстер (2019). Индивидуальный призёр шахматной олимпиады (2022). Медалист чемпионата Литвы по шахматам (2018).

## Биография
Паулюс Пултинявичюс был победителем юношеских чемпионатов Литвы по шахматам в разных возрастных группах: 2014 г. — до 14 лет, 2017 г. — до 17 лет. Представлял Литву на юношеских чемпионатах Европы по шахматам и на юношеских чемпионатов мира по шахматам. Наилучшего результата он добился в 2019 году, когда занял 7-е место на юношеском чемпионате мира по шахматам в возрастной группе до 18 лет.
В 2018 году Паулюс Пултинявичюс завоевал серебряную медаль на чемпионате Литвы по шахматам.
В 2019 году Паулюс Пултинявичюс участвовал в Кубке мира по шахматам, в котором проиграл в 1-м туре российскому гроссмейстеру Александру Грищуку.
В августе 2022 года он победил в открытом турнире «А» Рижского технического университета.
Трижды в составе сборной Литвы участвовал в шахматных олимпиадах  (2016, 2018, 2022). На Олимпиаде 2022 года завоевал серебряную медаль в личном зачёте за 4-й доске.
За успехи в турнирах ФИДЕ присвоила ему звание международного мастера (IM) в 2017 году и международного гроссмейстера (GM) в 2019 году.

## Изменения рейтинга
| Графики недоступны из-за технических проблем. См. информацию на Фабрикаторе и на mediawiki.org. |